# عبد الكامل خلايلة
عبد الكامل خلايلة ، ممثل أردني 

## عن حياته
له العديد من الأعمال التلفزيونية كما أنه شارك في دوبلاج بعض مسلسلات الكرتون، ومن أعماله مشاركته في برنامج أطراف الحديث الذي يُعرض على قناة الشرقية حيث يتحدّث عن سيرة الشخصية المستضافة بطريقة السرد الوثائقي في مقدمة البرنامج.

## من أعماله

### المسلسلات
- بيارق العربا (بدوي)
- بلقيس
- أبو جعفر المنصور
- وضحا و ابن عجلان
- رأس غليص (الجزء الأول)

## روابط خارجية
- عبد الكامل خلايلة على موقع قاعدة بيانات الأفلام العربية